# أبو يحيى الحموي
مهند المصري (مواليد 1981)، المعروف باسم أبو يحيى الحموي، هو الزعيم الثالث لحركة أحرار الشام خلال الحرب الأهلية السورية. خدم في الفترة من 12 سبتمبر 2015 حتى انتهاء فترة ولايته في نوفمبر 2016.

## سيرة شخصية
مهند المصري من مواليد قلعة المضيق بحماة، تدرب كمهندس مدني ودرس في جامعة تشرين باللاذقية. كان مع هادي العبد الله الذي كان صحفياً أثناء الحرب الأهلية، كان ناشطاً ونزيلاً في "الجناح الإسلامي" في السجن السياسي الرئيسي للحكومة السورية في صيدنايا من عام 2007 إلى عام 2011. وصفه مقال في صحيفة تورنتو ستار بأنه "سجين سياسي". أُطلق سراحه في عام 2011، مع بدء الانتفاضة السورية.

## حياته
أصبح فيما بعد قائدًا لسرية أسامة بن زيد، وهي ميليشيا تتمركز حول مسقط رأسه قلعة المضيق، ثم تدرج في الرتب ليصبح زعيمًا لأحرار الشام في سبتمبر/أيلول 2015. ووفقاً للمونيتور، يقال إن التغيير في القيادة جعل أحرار الشام "أكثر قبولاً لدى الغرب " حيث يُنظر إلى الحموي "على أنه شخص يناسب الصورة السلفية المعتدلة". بالنسبة الى ذا ديلي بيست، أن "أحرار الشام كانت التيار الرئيسي وتتوافق مع المصالح الغربية". في ديسمبر/كانون الأول 2015، أرسل الحموي إلى الرياض بالمملكة العربية السعودية للمشاركة في مؤتمر المعارضين الذي تقوده السعودية والذي أسفر عن الهيئة العليا للمفاوضات. كما ادعى الحموي أن جبهة النصرة انسحبت من جيش الفتح. وكان من الممكن تمديد فترة ولايته كزعيم، لكن مجلس شورى أحرار الشام عيّن علي العمر زعيماً في تشرين الثاني/نوفمبر 2016. وفي عام نهاية عام 2020 أصبح قائداً لحركة أحرار الشام خلفاً جابر علي باشا.